# 瀬戸崎村
瀬戸崎村（せとざきむら）は愛媛県越智郡にあった村である。1955年（昭和30年）に盛口村との2村の合併により上浦村となり、自治体としては消滅した。上浦村は1964年（昭和39年）に町制施行し上浦町となり、さらに平成の市町村合併で今治市と越智郡11か町村の合併により今治市となり、現在に至っている。

## 地理
瀬戸内海のほぼ中央、芸予諸島を構成する大三島の南東部。現在の今治市の北端にあたる。島内では、北に盛口村、西は大三島中央の400ｍ級の山塊を境に宮浦村、岡山村に接する。東は生口島及び、鼻栗瀬戸をはさんで伯方島と対する。
村名の由来
旧村の瀬戸と甘崎とから一字ずつ取った合成地名。
川
浜側川
島
古城島（無人島）

## 社会

### 地域・集落
大三島内の他の地域は集落が沿岸部に形成されているが、当村はゆるやかな東または南斜面であることもあって、丘陵地帯にも集落が存在している。
合併前の旧2か村の名をそのまま大字として継承した。合併し上浦村、上浦町になっても継承された。
瀬戸（せと）、甘崎（あまざき）
なお、現在、今治市になってからの地名表記は「上浦町」に旧の大字を続ける。大字は省く。
例 今治市上浦町瀬戸
小集落としては、下坂、出走、瀬戸、宮ノ下、大原、口狭、水場がある。

### 行政
役場は当初瀬戸に、後に大字甘崎に移った。

### 学校
- 瀬戸崎小学校 - 1999年に盛、井口、瀬戸崎の3校が統合し、上浦小学校となり、旧上浦町内で1校となった。
- 瀬戸崎中学校 - 1972年（昭和47年）に盛口、瀬戸崎の2校が統合し上浦中学校となり、さらに2015年（平成27年）大三島中と統合した。旧大三島町・上浦町内合わせて唯一の中学校。

## 歴史
下記以外の歴史については大三島及び上浦町の記事を参照のこと。
藩政期には松山藩領。
瀬戸村は近藤家、甘崎村は越智家が代々庄屋を務めた。

### 沿革
- 1889年（明治22年） 12月15日 - 町村制施行により、瀬戸、甘崎の2か村が合併して、越智郡瀬戸崎村発足。役場を大字瀬戸におく。
- 1955年（昭和30年）3月30日 – 盛口村、瀬戸崎村の2村の合併により上浦村となり、自治体としての歴史を閉じる。

```
瀬戸崎村の系譜
（町村制実施以前の村）　（明治期）　　　（昭和の合併）　　　　　　（平成の合併）
　　　　　　　　　　　　町村制施行時
瀬戸　　━━━┓
　　　　　　　┣━━━瀬戸崎村━━━━┓昭和30年3月30日　昭和39年4月1日
甘崎　　━━━┛　　　　　　　　　　　┃　合体　　　　　　町制施行
井口　　━━━┓　　　　　　　　　　　┣━上浦村━━━━━上浦町━━┓
　　　　　　　┣━━━盛口村━━━━━┛　　　　　　　　　　　　　　┃
盛　　　━━━┛　　　　　　　　　　　　　　　　　　　　　　　　　　┃
　　　　　　　　　　　　　　　　　　　　　　　　　　　　　　　　　　┃平成17年1月16日
　　　　　　　　　　　　　　　　　　　　　　　　　　　　　　　　　　┃新設合併、新・今治市発足
　　　　　　　　　　　　　　　　　　　　　　　　　　　今治市━━━━╋━━今治市
　　　　　　　　　　　　　　　　　　　　　　　　　　　朝倉村━━━━┫
　　　　　　　　　　　　　　　　　　　　　　　　　　　玉川町━━━━┫
　　　　　　　　　　　　　　　　　　　　　　　　　　　波方町━━━━┫
　　　　　　　　　　　　　　　　　　　　　　　　　　　大西町━━━━┫
　　　　　　　　　　　　　　　　　　　　　　　　　　　菊間町━━━━┫
　　　　　　　　　　　　　　　　　　　　　　　　　　　吉海村━━━━┫
　　　　　　　　　　　　　　　　　　　　　　　　　　　宮窪町━━━━┫
　　　　　　　　　　　　　　　　　　　　　　　　　　　伯方町━━━━┫
　　　　　　　　　　　　　　　　　　　　　　　　　　　大三島町━━━┫
　　　　　　　　　　　　　　　　　　　　　　　　　　　関前村━━━━┛
（注記）今治市以下の市町村の合併以前の系譜はそれぞれの市・町・村の記事を参照のこと。

```

## 産業
米、麦、ミカン、除虫菊などを産した。瀬戸内特有の寡雨な気候で、河川も小規模であるなど水利に恵まれない地域であるため、適地適作物として柑橘栽培が導入された。明治時代末に三原方面からミカン栽培が、大正初期に除虫菊が、その後たばこ草栽培が導入された。やがて、ミカン栽培が当村のほとんどの農家が手がける基幹作物となり、上浦村・上浦町となってからの昭和30年代から40年代にかけて水田からの転換も盛んに行なわれるなど、ピークに達した。

## 交通
大三島または上浦町の記事を参照のこと。

## 名所
- 甘崎城
- 下見吉十郎にちなむ「芋地蔵」（向雲寺境内）
- 瀬戸八幡神社